# Havnsø
Havnsø er en lille havneby ved Sejerø Bugt på Nordvestsjælland med 903 indbyggere  (2024), beliggende i Kalundborg Kommune (en mindre del i Odsherred Kommune) og tilhører Region Sjælland. 
Havnsø er primært kendt for to ting: Færgerne til Nekselø og Sejerø, og sin K-Salat fabrik.

## Historie
Havnsø landsby bestod i 1682 af 9 gårde, 1 hus med jord og 7 huse uden jord. Det samlede dyrkede areal udgjorde 275,2 tønder land skyldsat til 59,24 tønder hartkorn. Dyrkningsformen var trevangsbrug. Ved kysten lå et udskibningssted, en vindmølle og en kro. Ved århundredeskiftet beskrives forholdene således: "Havnsø med Skole, Kro og Mølle, de sidste to ved Kysten; hvor der er Overfart til Nekselø".
I mellemkrigstiden blev der opført et badehotel i tilknytning til udskibningsstedet. Senere skete en udstykning til sommerhuse. I 1930 havde Havnsø fiskerleje 280 indbyggere med følgende erhvervsfordeling: 164 levede af fiskeri og landbrug, 26 af håndværk og industri, 39 af handel, 6 af transport, 8 af immateriel virksomhed, 10 af husgerning, 19 var ude af erhverv og 8 havde ikke givet oplysninger. I 1931 blev etableret færgefart fra Havnsø til Sejerø.
I 1935 havde Havnsø 313 indbyggere. 1960 havde Havnsø 263 indbyggere og i 1965 var der 257 indbyggere.